# Limnonectes limborgi
Espèce
Synonymes
- Rana limborgi Sclater, 1892

Statut de conservation UICN

 LC  : Préoccupation mineure
Limnonectes limborgi est une espèce d'amphibiens de la famille des Dicroglossidae.

## Répartition
Cette espèce se rencontre en Birmanie, en Thaïlande, au Laos, au Cambodge et au Viêt Nam.

## Description
L'holotype de Limnonectes limborgi mesure 24 mm.

## Étymologie
Cette espèce est nommée en l'honneur de Gustaf Arthur Ossian Limborg (1848-1908).

## Publication originale
- Sclater, 1892 : On some specimens of frogs in the Indian Museum, Calcutta with description of several new species. Proceedings of the Zoological Society of London, vol. 1892, p. 341-348 (texte intégral).